# Нестерова, Ольга Мартиниановна
Ольга Мартиниановна Нестерова (30 сентября 1916 — 20 июня 2009) — российская эстрадная певица, Заслуженная артистка РСФСР[уточнить].

## Биография
Родилась в 1916 году, детство прошло в Смоленске. Приходится праправнучатой племянницей композитору М. И. Глинке — у его сестры Пелагеи был сын Николай — отец её бабушки Натальи Николаевны.
В 1936 году поступила в Ленинградское музыкальное училище имени Мусоргского, окончила его в 1941 году.
Во время блокады Ленинграда жила в коммунальной квартире на улице Рубинштейна, 23.
В 1943 г. вошла в коллектив Н. Г. Минха (джаз-оркестр театра Краснознамённого Балтфлота), выступала с ним на фронтах Великой Отечественной войны. Как отмечено в наградном листе на первую медаль «За боевые заслуги»: «Вела себя настолько отлично, что была примером даже для мужчин».

Оставаясь в осажденном Ленинграде и разделяя вместе со всеми трудную судьбу этих лет, Ольга Мартиньяновна активно выступает перед воинами Ленинградского фронта, на передовых рубежах, в госпиталях, на кораблях, в землянках. Голос певицы постоянно звучал по ленинградскому радио, волнуя людей, вселяя веру в величие советского народа, укрепляя стремление к победе.— из наградного листа
После войны продолжала работать солисткой у Минха (в составе джаз-оркестра Ленинградского радиокомитета).

В эти годы Нестерова начинает записываться на пластинки, выпускаемые артелью «Пластмасс». Пожалуй, никто другой не напел столько произведений на артельных пластинках. Большим успехом у слушателей пользуются исполненные ею танго «Где ты?», «Под весенней листвой», песни «На лодке», «Лучше нету того цвету» и другие. Певица записывает популярный романс «Очи чёрные» в современной джазовой обработке.
Затем работала в «Ленконцерте».Открывала в 2003 году первый Павловский фестиваль хорового искусства имени своего великого пращура М. И. Глинки. В последнее годы жизни — солистка региональной общественной организации Открытый общественный театр «Родом из блокады» Санкт-Петербурга. Умерла в 2009 году. Похоронена на Южном кладбище.

## Признание
- Награждена двумя медалями «За боевые заслуги», медалью «За оборону Ленинграда», орденом Отечественной войны II степени (1985), Орденом Дружбы (1996)[2].
- Заслуженная артистка РСФСР.
- Почётный диплом Законодательного Собрания Санкт-Петербурга (17 января 2007 года) — за выдающийся личный вклад в развитие культуры и искусства в Санкт-Петербурге и в связи с 90-летием со дня рождения[3].